# Попо I (Вюрцбург)
Попо I (на немски: Poppo I, † 14/15 февруари 961) е кралски канцлер от 931 до 940 г. и епископ на Вюрцбург от 941 г. до смъртта си.

## Живот
Той е син на граф Хайнрих († 935) от фамилията на франкските Бабенберги. Брат е на архиепископ Хайнрих I от Трир († 964) и вероятно на Бертхолд фон Швейнфурт († 980), могъщият граф в Източна Франкония.
От 931 г. Попо е канцлер на император Ото I, който през 939 г. го издига на епископ на Вюрцбург. През 940 г. Попо получава правото неговото епископство да избира епископа. Попо помага на новооснованото катедрално училище.